# Parachernes ronnaii
Parachernes ronnaii es una especie de arácnido del orden Pseudoscorpionida de la familia Chernetidae clasificada por Antonio Ronna.

## Distribución geográfica
Se encuentra en Brasil.